# Donji Proložac
Donji Proložac falu Horvátországban Split-Dalmácia megyében. Közigazgatásilag Proložachoz tartozik, a község központi települése.

## Fekvése
Splittől légvonalban 58, közúton 86 km-re keletre, Makarskától légvonalban 22, közúton 36 km-re északkeletre, a dalmát Zagora területén, Imotska krajina északnyugati részén fekszik. Nyugatról a  Suvaja nevű záporpatak által vájt szurdok határolja, amely egyúttal elválasztja a szomszédos Postranjétól.

## Története
A kitűnő letelepedési feltételek, a kedvező éghajlat, a kiterjedt termékeny terület és a nagy vízkészlet már a történelem előtti időben elősegítette az ember letelepedését. A térség első ismert népe az illírek voltak. Róluk mesélnek az ókorból fennmaradt halomsírok és várak maradványai. Az illír háborúk végeztével az 1. század elején e terület is Dalmácia római tartomány része lett. A békésebb idők gazdasági felvirágzást hoztak e vidék számára is, mely elsősorban az utak megépítésében mutatkozott meg. Ezek közül néhány ma is használatban van. A római korban építették azt a hidat is, amelynek maradványaira a község egyik jelképe a Šarampov-híd épült. A római jelenlétet az e vidéken előkerült számos régészeti lelet (pénzek, ékszerek, használati eszközök, fegyverek) is igazolja. A kereszténység korai jelenlétét bizonyítja a temető területén 1997-ben feltárt 5. századi háromhajós ókeresztény bazilika maradványa. Alapjain később egyhajós ószláv templom épült, melyből növényi ornamentika díszítés maradványai, szarkofág és ószláv sírok maradtak fenn. A horvátok ősei a 7. században vándoroltak be erre a vidékre. A bencés atyák Opačacnál a Vrljika-folyó forrásánál építették fel kolostorukat, innen végezték a térség lakóinak keresztény hitre térítését. A 14. századtól a hívek lelki gondozását a ferencesek vették át, akik az elpusztult kolostort újjáépítették. Proložac első írásos említése 1444-ből Stjepan Vukčić Kosača bosnyák herceg okleveléből származik. A török 1463-ban meghódította a közeli Boszniát, majd néhány évvel később már ez a terület is uralmuk alá került. Az 1699-es karlócai béke török kézen hagyta. Végleges felszabadulása csak az újabb velencei-török háborút lezáró pozsareváci békével 1718-ban történt meg. Ezután 1797-ig a Velencei Köztársaság fennhatósága alá tartozott. Prolažac a felszabadulás után önálló plébánia székhelye lett, később belőle vált ki a ričicei és a lokvićici plébánia. A 17. században épített Szent Mihály templomot 1753-ban bővítették. (1897-ben az új templom építése előtt bontották le.) A településnek 1857-ben 1324, 1910-ben 2468 lakosa volt. 1918-ban az új szerb-horvát-szlovén állam, majd később a Jugoszláv Királyság része lett. A háború után a szocialista Jugoszláviához került. A lakosság elvándorlása az 1970-es évektől vette kezdetét. 1991 óta a független Horvátországhoz tartozik. 2011-ben a településnek 1511 lakosa volt.

## Lakosság
| Lakosság változása | Lakosság változása | Lakosság változása | Lakosság változása | Lakosság változása | Lakosság változása | Lakosság változása | Lakosság változása | Lakosság változása | Lakosság változása | Lakosság változása | Lakosság változása | Lakosság változása | Lakosság változása | Lakosság változása | Lakosság változása |
| ------------------ | ------------------ | ------------------ | ------------------ | ------------------ | ------------------ | ------------------ | ------------------ | ------------------ | ------------------ | ------------------ | ------------------ | ------------------ | ------------------ | ------------------ | ------------------ |
| 1857               | 1869               | 1880               | 1890               | 1900               | 1910               | 1921               | 1931               | 1948               | 1953               | 1961               | 1971               | 1981               | 1991               | 2001               | 2011               |
| 1.324              | 1.172              | 1.454              | 1.779              | 2.125              | 2.468              | 1.946              | 2.120              | 2.127              | 2.898              | 3.018              | 1.391              | 1.182              | 1.630              | 1.680              | 1.511              |

## Nevezetességei
- A Suvaján átívelő Šaramp hídját (Šarampov most) mai formájában1900 körül építették a török korban épített híd alapjaira, amely viszont egy ókori római híd maradványaira épült. Nevét Šaramp bégről kapta, aki a híd keleti oldalán, a Suvaja melletti török erődben élt. Ezt a területet a helyiek „Krvava njivának” azaz véres földnek nevezik, mivel a hagyomány szerint itt csalta tőrbe és mészárolta le békét ajánlva a török az elnyomása ellen felkelt keresztény lakosságot.
- Mihály arkangyal tiszteletére szentelt plébániatemploma[4] 1897 és 1901 között épült C. Iveković tervei szerint faragott kövekből neoromán stílusban. Háromhajós épület, homlokzatán a kapuzattal, felette nagy félköríves ablakkal, az oromzaton Szent Mihály szobrával. Az északi oldalon áll a 31 méter magas harangtorony, benne négy haranggal. A harangtornyot 1999-ben felújították. A márvány főoltárt 1904-ben építették Marino és Pietro Betizza spliti műhelyében. A tabernákulum felett ezüst kereszt, két oldalán Szent Cirill és Metód szobrai állnak. Az északi oldalhajóban álló Szűz Mária oltár a régi plébániatemplomból került át ide. A déli hajó két, fából készült oltárát a 20. század végén kőre cserélték. Az épületet többször, így 1964-ben, 1978-ban, 1982 és 1998 között is renoválták. A templomudvart 1904-ben kőfallal vették körül, ebben helyezték el Mate Gnječ atya mellszobrát. A templomudvar déli oldalán temető található, a benne álló temetőkápolna 1912-ben épült, ma kiállítóterem működik benne.
- Az „Opačac” régészeti lelőhely a termékeny Imotski-mezőn, Prološacon, a Vrljika folyó névadó forrása közelében található. A lelőhely több korszak leleteivel rendelkezik. Megtalálhatók itt az őskori építészet maradványai, egy késő ókori erőd, valamint egy középkori kolostor a Szűz Mária templommal és a temetőjével. A lelőhely egy részét régészetileg feltárták, a templomot részben felújították és tetőfedéssel látták el.[5]
- A középkori gótikus Opačaci Szűz Mária-szentély maradványait 1719-ben Ivan Franceschi saját költségén állította helyre, és a régi temető közepén felépítette a Szűz Mária-templomot, közismertebb nevén a Miasszonyunk-templomot.[6] A templom egyhajós, hosszúkás téglalap alaprajzú épület, kelet-nyugati tájolással. A templomot a régebbi, 14. századi, nagyobb méretű templom maradványai közé építették, melynek alapjait és a kolostoregyüttes maradványait a jelenlegi templom alatt találták meg. A Szent Mária-templom a korábbi, gótikus templommal és a hozzá tartozó kolostorral, egyedülálló szakrális épületegyüttesként értékes kulturális emléke a térségnek.
- A Prološko blato-tó északi sziklái alatt található „Manastir” nevű szigeten egy ferences kolostor maradványai találhatók. A kolostor nyolccellás, hosszúkás épületet volt, melyet valószínűleg a 17. század folyamán építettek. A kolostor maradványai nagyon rossz állapotban vannak. A falak összeomlottak, az egész komplexumot benőtte a növényzet és szinte megközelíthetetlen.[7]
- A falu központja felett egy dombon található Kokića glavica, egy őskori erődített település, amelynek története a késő bronzkorra és a vaskorra nyúlik vissza. Ezt bizonyítja az itt talált kerámiák számos töredéke, mely a domboldal valamennyi lejtőjén megtalálható. A domb legtetején egy őskori halom található, amely egykor a domb elliptikus sáncainak szerves része volt. A késő ókor időszakában a domboldalon kisebb erődített település épült, amelynek sáncai a déli és a keleti lejtőkön mintegy 2000 négyzetméteres trapéz alakú teret zárnak be. A késő ókori erőd az akkori utak és települések kora bizánci védelmi rendszerének részévé vált. A kerámialeletei az itteni késő ókori intenzív élet jelei.[8]
- A Prološko blato-tótól keletre, az Imotski-mező Čanjevica nevű területén található a Češljarova glavica nevű régészeti lelőhely. A lelőhely két korszak emlékeit őrzi. Régebbi része az őskorban épített, mintegy 20 m átmérőjű és körülbelül 2 m magas tumulus. Bár régészeti kutatásokat nem végeztek, tekintettel a tumulus felületén található anyagra és a halom kialakítására a kora bronzkorból származik. A második korszak a 15. század, amikor az őskori halmon középkori sírköves temetőt létesítettek. A lelőhelyen 30 nagyjából megmunkált és díszítetlen sírkő, sírtábla és sírláda maradt fenn.[9]
- Petričevići és Juričići településrészektől délre a Strinićeva glavica lelőhelyen ugyancsak egy olyan őskori tumulus található, amelyre később sírköves temetőt létesítettek. Az őskori halom körülbelül 21 m átmérőjű és mintegy 2 m magas, tekintve a tumulus felületén található anyagokat és a tumulus kialakulását, keletkezése a kora bronzkorra tehető. A 15. század folyamán középkori temető alakult ki rajta, melyből a mai napig 7 sírtábla és sírláda maradt fenn. A sírkövek durván megmunkáltak, metszett kereszt alakú díszítés csak az egyiken látható.[10]
- A Suvaja szurdokában áll Badnjevica középkori vára, mely a 14. század végén épült, majd a 16. század végéig többször átépítették. A vár felett magasan, egy sziklás fennsík szélén található egy egyedülálló, magas, négyszög alakú torony. A vár fekvéséből adódóan megközelíthetetlen és ugyanezen okból elhanyagolt.[11]
- Mlinica na Perinuši egy lakó és gazdasági épületegyüttes, amely 13 épületből, malomból, két nagy lakóépületből, pincékből és raktárakból, valamint egy nagy, elkerített kertből áll. A komplexum a 18. század elejétől a 20. század elejéig a Francesci családi birtokközpontjaként működött. Az egész komplexum, különösen annak északi része, beleértve magát a malmot is, nagyon rossz állapotban van, az egyik legsúlyosabban károsodott műemlék az Imotski régióban.,[12]
- A prološaci Suvaja-hídat, vagy más néven Karalipe hídját négy boltívvel építették, amelyek a patakban épített három pilléren nyugszanak. A híd északi, kőfalas kerítésének közepén található egy kis kápolna Szent Mihály képével. A híd legelején, annak keleti oldalán Krisztus király szobra található. A híd 18. és a 19. század vége közötti időszakban szabályos sorokba rakott, négyszögletes kőtömbökből épült.[13]
- A prološaci Durmiševacon található Miasszonyunk-templom 1873-ban épült, nem messze a régi Opačaci Miasszonyunk templomtól. A templom egyhajós épület, 16 m hosszú és 8,5 m széles kőtömbökből épült, keleten négyzet alakú apszissal. A főhomlokzaton egyszerű bejárat található, amely felett egy nagyobb rozetta látható. A homlokzat oromzatán található a harangdúc, benne három haranggal. A déli homlokzaton a bejárattól nyugatra található a Szűzanyának szentelt kis boltíves kápolna. A templom oldalfalai három monofórával vannak tagolva. A templom szentélyében egy nagy faoltár található Szűzanya képével, amelyet az imotski Rako asztalosműhelyben készítettek. A templom kórusán egy régi fából készült szószéket őriznek, amely egykor a diadalív mellett állt.[14]